# 帕蘭加琥珀博物館
帕蘭加琥珀博物館是位於立陶宛波羅的海沿岸城市帕蘭加的博物館，是立陶宛美術館的分館之一，坐落於蒂希基維茨宮，被帕蘭加植物園環繞。這個博物館收藏有約2萬8千塊琥珀，其中約1萬5千塊琥珀內藏有昆蟲、蜘蛛或植物化石。博物館將4500件琥珀公開展示，多數是藝術品或珠寶。

## 歷史與背景
自史前時代以來，波羅的海沿岸的琥珀一直是歐亞大陸貿易的來源（參見琥珀之路）。19世紀在附近朱德克蘭特發現了由琥珀製成的新石器時代文物，不幸的是這些文物在20世紀遺失了。立陶宛神话、民間傳說和藝術都長期與琥珀密切關聯，茱萊蒂與卡斯泰提斯傳說描述波羅的海海底有一座琥珀宮殿，被雷神伯庫納斯打碎，據說宮殿的碎片是附近海灘上被海水沖刷上來的琥珀來源。
17世紀，帕蘭加出現了琥珀工坊，在布魯日、吕贝克、格但斯克和柯尼斯堡出現了開發琥珀的行會；到18世紀末，帕蘭加是俄罗斯帝国琥珀產業的中心。在第一次世界大战期間，帕蘭加每年加工逾2000公斤的琥珀原石。
1897年羅塞尼亞-立陶宛貴族季斯基耶維奇家族成員菲力克斯·季斯基耶維奇（Feliks Tyszkiewicz）在現今博物館所在地興建了一座新文藝復興建築風格的宮殿由德國建築師弗朗茨·海因里希·施韋滕設計，在一戰二戰後年久失修。
1957年根據建築師阿爾弗雷達斯·布魯索卡斯（Alfredas Brusokas）的修復計畫對這座宮殿進行了修復。1963年，成為立陶宛美術館的琥珀博物館對外開放，公開展示了約480件藏品；1970年8月13日這邊累計接待達到100萬名遊客。1990年併入立陶宛藝術博物館，並繼續擴建。

## 展覽

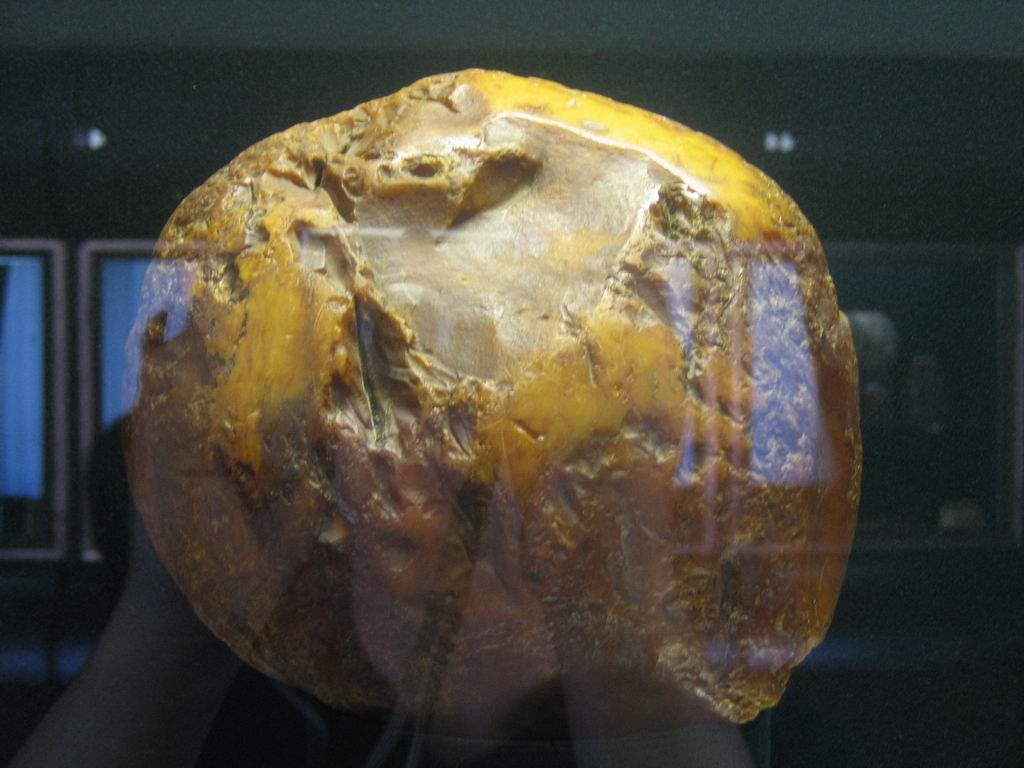
在博物館展出的歐洲最大琥珀展品之一，被稱呼為太陽石或琥珀太陽

對外開放的展區有15個場所，約750平方米，與宮殿相連的小教堂設有臨時展覽。博物館按主題區分為琥珀與科學和琥珀與文化和藝術。
一樓專門展示琥珀的構造和形成。約40至45萬年前的始新世從芬諾斯堪底亞的三角洲流入河底的沉積物形成琥珀。舉例說明樹脂透過微生物、氧化还原反应和聚合轉化成琥珀的過程。
博物館收藏了欧洲的巨大琥珀標本「太陽石」，大小為210x190x150毫米，重3526公克，曾兩度被盜。
文化和藝術展品包括一個15世紀的戒指、一個16世紀的十字架和過去四個世紀的琥珀首飾還有一些玫瑰經念珠、煙嘴和裝飾盒。考古學家重建了新石器時代丟失的琥珀文物。由立陶宛藝術家霍斯塔斯·塔萊基斯（Horstas Taleikis）、狄奧尼薩斯·瓦卡利斯（Dionyzas Varkalis）、喬納斯·烏爾博納斯（Jonas Urbonas）和其他人的作品成為了精選的現代琥珀作品系列的展品。

## 植物園

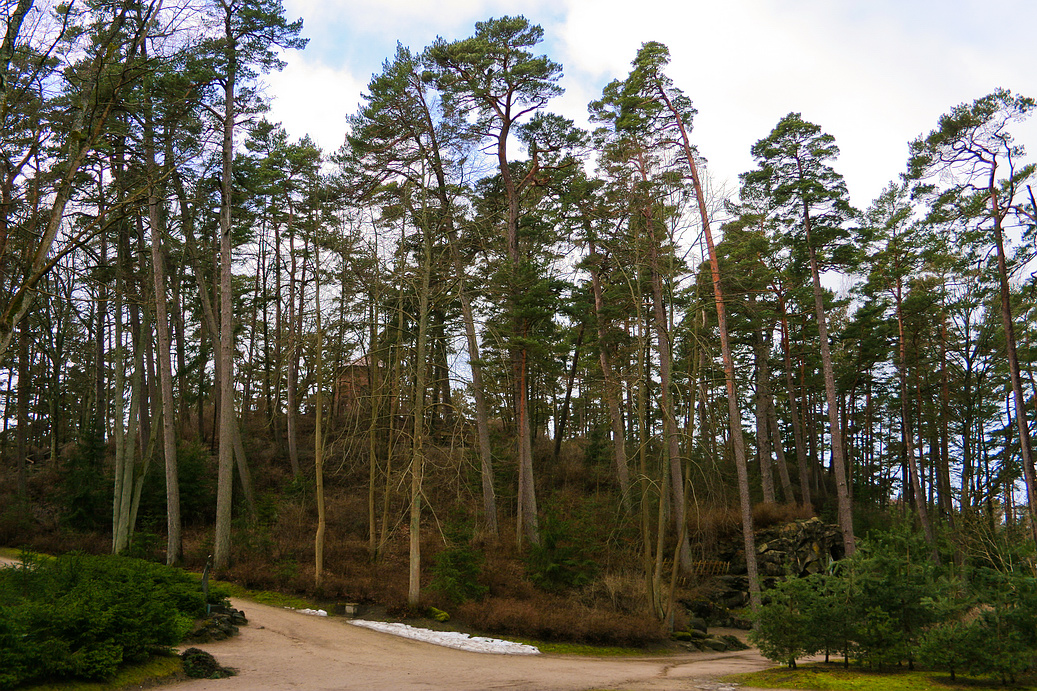
春天的比盧塔山，推測是Birutė大公夫人的墓地

博物館周圍的花園佔地約100公顷。是由法國景觀設計師和植物学家愛德華·安德烈和其子勒內·愛德華·安德烈（René Édouard André）設計，並由比利时園藝家巴森·德·庫隆（Buyssen de Coulon）協助。根據歷史學家推估，最初包含約500種樹木和灌木叢，一些園藝來自柏林，現在植物園有約250種進口植物和370種本地植物；其中24種被列入立陶宛1992年公佈的瀕危物種名單。歐洲赤松和歐洲雲杉因為適合在沙質和泥炭土壤中生長，因此數量較多。
該公園設有蔷薇属園、溫室、圓形大廳、蛇女王埃格勒雕像、納粹大屠殺紀念館、池塘和涼亭。每當夏季時這邊會舉辦音樂會和慶典。附近有一個古老樹木叢生的沙丘，被稱為碧露蒂山（Birutės kalnas），上面有一座建於1869年的聖喬治小教堂。。傳說這個沙丘是立陶宛大公科斯圖提斯遇到他的妻子碧露蒂—一名異信仰女祭司的地方，推測她於1382年被埋葬於此；從那時起這邊一直是一個朝聖地點。

## 外部連結
- 官方网站
- 關於博物館 （页面存档备份，存于）